# Борино (Пермский край)
Борино — деревня в Кочёвском районе Пермского края. Входит в состав Большекочинского сельского поселения. Располагается северо-восточнее районного центра, села Кочёво. Расстояние до районного центра составляет 20 км. По данным Всероссийской переписи населения 2010 года, в деревне проживало 155 человек (84 мужчины и 71 женщина).

## История
По данным на 1 июля 1963 года, в деревне проживало 317 человек. Населённый пункт входил в состав Большекочинского сельсовета.